# Județul Teleorman (antebelic)
Județul Teleorman a fost o unitate administrativă de ordinul întâi din Vechiul Regat al României (existent în perioada antebelică). Județul se afla în regiunea istorică Muntenia, iar reședința era orașul Turnu Măgurele.

## Așezare și limite

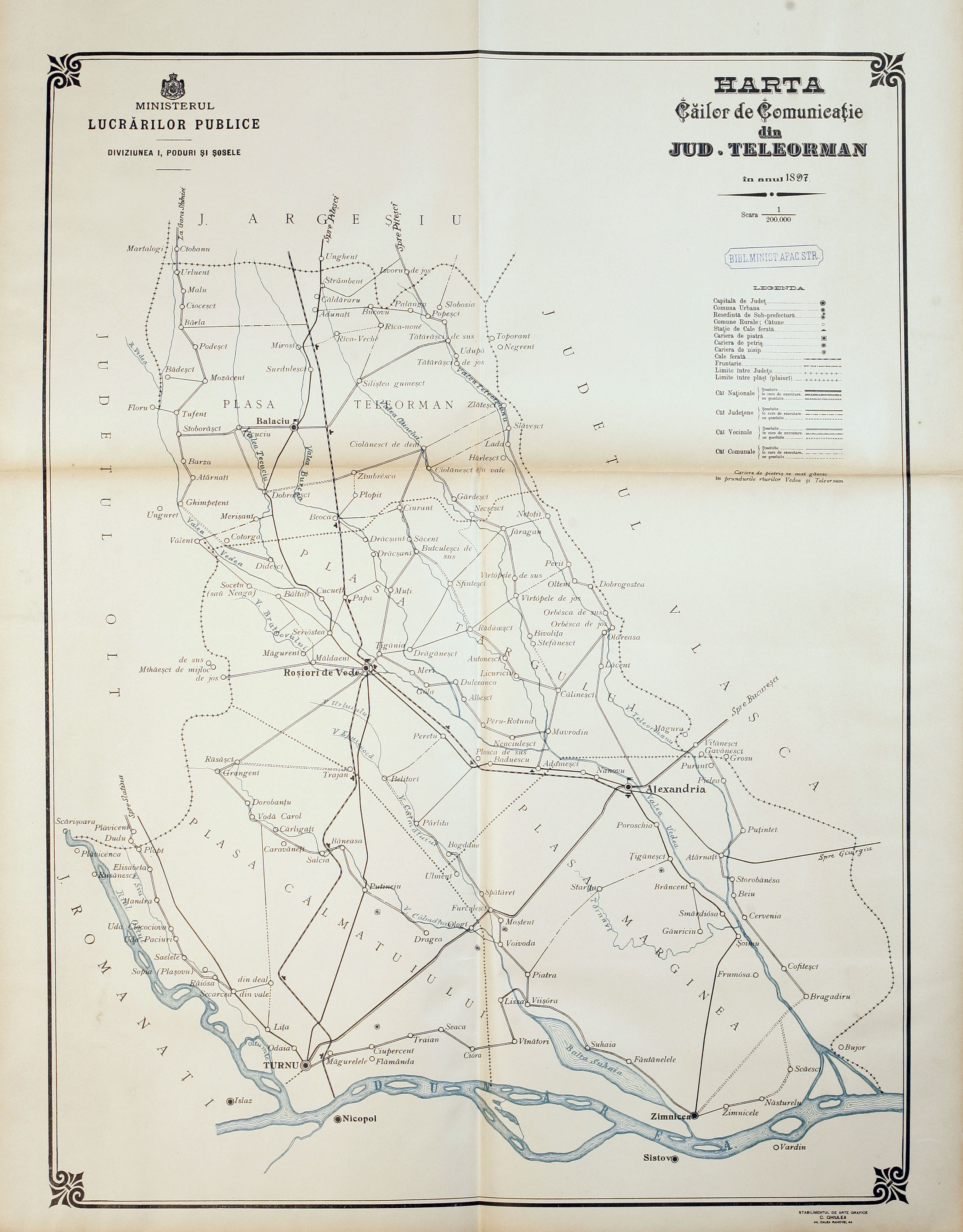
Harta județului Teleorman în Atlasul Căilor de Comunicații din 1897

Județul Teleorman era un județ de frontieră. Se învecina cu Bulgaria (până în 1908 Imperiul Otoman) și cu județele românești Argeș, Vlașca, Romanați și Olt. Denumirea județului venea de la râul Teleorman care traversa partea de est a județului și o mică parte din nord-estul acestuia.

## Istoric
În anul 1864, domnitorul Alexandru Ioan Cuza dă prima lege de organizare administrativ-teritorială modernă a teritoriului României. Legea prevedea împărțirea țării în 33 de județe, având ca subdiviziuni plășile și comunele (urbane și rurale). Județele și comunele erau investite cu personalitate juridică și cu organe deliberative și executive: consiliul județean și prefectul (acesta din urmă ca reprezentant al guvernului în teritoriu), respectiv consiliul comunal
și primarul (în calitate de reprezentant al guvernului în teritoriu). Plășile erau simple subdiviziuni ale județelor, fără personalitate juridică, conduse de subprefecți, cu atribuții de supraveghere și control asupra autorităților comunale.
Județul antebelic Teleorman era împărțit în 3 plăși: Târgului cu reședința Roșiori, Teleormanului cu reședința Balaci, și Călmățuiul-Marginea (formată în 1882 prin unirea plășilor Călmățuiul cu reședința Râioasa și, mai apoi Turnu Măgurele și Marginea cu reședința Brânceni și, mai apoi Alexandria). Județul avea 4 comune urbane, 127 comune rurale. Comunele urbane ale județului erau Turnu Măgurele, Roșiori de Vede, Zimnicea și Alexandria. Între 1417–1829 cât timp Turnu Măgurele a făcut parte din raiaua Turnu (Kaza Kule) a Imperiului Otoman, reședința județului a fost Roșiori de Vede. Înte 1837-1839 reședința a fost Zimnicea, iar din 1839 Turnu Măgurele.
Înainte de despădurirea județului se găsea foarte multă scumpie, de aici aprovizionându-se tăbăcarii din București și din alte zone ale țării cu arbustul de care aveau nevoie.
Județul antebelic Teleorman era unul dintre județele cele mai renumite pentru producția agricolă, cultura cerealelor fiind cea mai importantă din județ. În 1892 a fost al doilea județ al României, după județul Dolj, după întinderea suprafeței cultivate cu grâu, reprezentând 9,35% din totalul semănăturilor de grâu din țară. În raport cu suprafața județului, 48,29% din teritoriul Teleormanului a fost semănat cu grâu, producția acestui județ reprezentând 11,77% din producția României.
Țărăncile din Neaga (Socetu), Gumești, Piatra, Mândra și alte localități produceau țesături și alesături de tot felul, de o artă vrednică de admirat. 
Turnu Măgurele era cel mai însemnat port după Giurgiu și servea până în 1875 ca singura piață de desfacere pentru produsele agricole din județele Teleorman, Olt, Argeș și Muscel. 
Se oragnizau bâlciuri la: Alexandria (fostul târg al Mavrodinului, de Rusalii; acesta fiind și cel mai însemnat), Roșiori (25 martie și 8 septembrie) și Turnu Măgurele (între 1-15 august). De asemenea se organizau târguri și în foarte multe comune rurale: Plasa Călmățuiul: Crângeni (9 martie, de Florii, 20 iulie și 8 septembrie), Uda-Clocociov (29 iunie, 15 august); Plasa Marginea: Conțești (25 martie și 26 octombrie), Piatra (Duminica Tomii și 29 iunie); Plasa Târgului: Mavrodin (Rusalii și 20 iulie), Peretul (de Înălțare), Orbeasca (29 iunie); Plasa Teleormanului (unde erau cele mai multe): Urlueni (27 iulie, 15 august, 8 septembrie), Miroși (23 aprilie, 14 octombrie), Balaci (29 iulie), Dobrotești (24 iunie), Gumești Siliștea (8 mai, 6 august), Ciolănești din Deal (Duminica Mare, 14 septembrie), Tătărăști de Sus (20 iulie) și Tecuci (9 martie, Duminica Mare, 27 iulie).

## Marca
Marca (stema) județului era reprezentă de 3 oi, semn că în acest județ s-au crescut și se cresc mule oi.